# Ривман, Александр Авраамович
Алекса́ндр Авраа́мович Ри́вман (17 октября 1922 года, Хмельник Винницкой области - 30 августа 2010 года, Сызрань Самарской области) - театральный режиссёр, Заслуженный деятель искусств РСФСР, участник Великой Отечественной войны

## Биография
Александр Ривман родился в городе Хмельник Винницкой области. После окончания средней школы был призван в армию. В мае 1941 года  направлен в сапёрную роту 542-го полка.

С первых дней участвовал в Великой Отечественной войне, был трижды ранен.

В 1948 году Александр Ривман окончил Киевский театральный институт им. Карпенко-Карого, где учился на курсе народного артиста СССР Константина Павловича Хохлова.

После окончания института работал в театрах городов Каменец-Подольск, Ковров, Бельцы.

С 1956 по 2003 годы работал в Сызранском драматическом театре имени Алексея Толстого (в период с 1980 по 1986 годы был главным режиссёром театра), поставил более 160 спектаклей. В репертуарном списке Александра Ривмана произведения У.Шекспира, А.Островского, А.Толстого, А.Чехова, М.Горького, А.Володина, Б.Васильева, К.Симонова,  А.Арбузова, С.Ласкина.

## Награды, звания
- Заслуженный деятель искусств РСФСР (1984 год);

- Орден Отечественной войны I степени;

- Орден "Знак Почёта";

- медаль "За отвагу"

- Почётный гражданин города Сызрани (1997 год)